# Chromhidrose
Chromhidrose (englisch chromhidrosis, von altgriechisch χρῶμα chrṓma, deutsch ‚Farbe‘ und ἱδρώς hidrós, deutsch ‚Schweiß‘) ist ein sehr seltenes Syndrom, das zu einer Verfärbung des Schweißes führt. In verschiedenen Fallbeschreibungen wurde hierbei von bläulichen, rötlichen, grünen, braunen oder schwarzen Verfärbungen berichtet.
Es wird zwischen vier Arten der Chromhidrose unterschieden:
- Apokrine Chromhidrose, auch Echte Chromhidrose, intrinsische Chromhidrose oder lokalisierte Chromhidrose genannt
- Ekkrine Chromhidrose
- Pseudochromhidrose, auch falsche Chromhidrose genannt
- Hämhidrose, auch Hämhidrosis oder Hämidrosis genannt

Am häufigsten ist die apokrine Chromhidrose, bei der die apokrinen Schweißdrüsen betroffen sind; vor allem im Bereich des Gesichts, der Achseln und der Unterarme.

## Ursachen
Die Chromhidrose wird durch eine Ablagerung des Pigments Lipofuscin in den Schweißdrüsen verursacht. Die variierenden Konzentrationen oder Oxidationsstadien des Lipofuscins sind wahrscheinlich für die verschiedenen Farbausprägungen verantwortlich.
Lipofuscin wird häufig auch als Alterspigment bezeichnet, da es sich mit zunehmendem Alter in Zellen der Haut, der Nerven oder des Herzmuskels akkumuliert. Es ist eine gelblich-braune Verbindung, die sich in bestimmten Zellvesikeln, den sogenannten Telolysosomen, als Abfallprodukt oxidativen Stresses ansammelt.
Chromhidrosen der ekkrinen Schweißdrüsen sind noch seltener als apokrine Chromhidrosen. Sie scheinen durch die Aufnahme von Farbstoffen oder Medikamenten verursacht zu werden. Hierbei werden wasserlösliche Farbstoffe vom Körper resorbiert und anschließend über die ekkrinen Schweißdrüsen wieder ausgeschieden.
Bei einer Hämhidrose (von altgriechisch αἷμα haíma, deutsch ‚Blut‘ und ἱδρώς hidrós, deutsch ‚Schweiß‘) entsteht ein rotgefärbter Schweiß durch die Beimischung von Blut. Die Ursache hierfür ist möglicherweise eine erhöhte Durchlässigkeit der die Schweißdrüsenkanäle versorgenden Kapillaren.

## Behandlung
Auch wenn die Chromhidrose keine weiteren körperlichen Beschwerden auszulösen scheint, kann sie mit einem erhöhten Leidensdruck der Betroffenen verbunden sein.
Zur Behandlung der Chromhidrose kommt das regelmäßige Auftragen (zweimal täglich) einer Capsaicin-Creme 0,025 % in Frage.
Für eine dauerhafte Besserung der Symptome kann eine Behandlung mit Botulinumtoxin (Botox) erfolgen.

## Differentialdiagnostik
Auch bei einer Ochronose kommt es zu einer bräunlichen Verfärbung des Schweißes. Ausgelöst wird die Verfärbung durch die Ablagerung von Homogentisinsäure-Polymeren in der Haut. Durch eine fehlerhafte Verstoffwechselung von Tyrosin (Alkaptonurie) kommt es zu einer Anreicherung der Homogentisinsäure in verschiedenen Körpergeweben und im Urin.
Nicht zu verwechseln ist die Chromhidrose mit der Pseudochromhidrose (oder Falschen Chromhidrose). Hier verfärbt sich der eigentlich durchsichtige Schweiß erst nachträglich auf der Hautoberfläche. Diese Verfärbung wird vermutlich durch das Aufeinandertreffen und Reagieren verschiedener Substanzen hervorgerufen. Inhaltsstoffe der Kleidung könnten hierbei ebenso eine Rolle spielen wie die Produktion chromogener Pigmente durch ein Corynebacterium. Allerdings sind hier die exakten Mechanismen noch weitestgehend ungeklärt.
Hierbei spielen wahrscheinlich bestimmte Mikroorganismen eine Rolle, die die Haut besiedeln und bestimmte Reagenzien absondern.